# Sedlice (okres Strakonice)
Sedlice (německy Sedlitz) je město v okrese Strakonice v Jihočeském kraji. Leží asi deset kilometrů jihovýchodně od Blatné. Její historické jádro je od roku 2003 městskou památkovou zónou. Žije zde přibližně 1 300 obyvatel. Na rozdíl od obcí s obdobným názvem se město Sedlice skloňuje v ženském rodě.

## Historie
V prvních písemných zmínkách je osada Sedlice (Sedlecz) uváděna v letech 1352–1399 jako majetek rodu Bavorů ze Strakonic. Roku 1539, když byl majitelem Adam Řepický ze Sudoměře, byla Sedlice povýšena na městečko. V roce 1551 sedlické panství získali Šternberkové, kteří toto panství vlastnili do roku 1708. V první  polovině 18. století, kdy bylo sedlické panství majetkem Černínů z Chudenic, byla poblíž Sedlice vybudována Sedlická obora (255 hektarů).
Od 10. října 2006 byl obci vrácen status města.

## Obyvatelstvo
| Rok            | 1869  | 1880  | 1890  | 1900  | 1910  | 1921  | 1930  | 1950  | 1961  | 1970  | 1980  | 1991  | 2001  | 2011  | 2021  |
| -------------- | ----- | ----- | ----- | ----- | ----- | ----- | ----- | ----- | ----- | ----- | ----- | ----- | ----- | ----- | ----- |
| Počet obyvatel | 2 310 | 2 380 | 2 298 | 2 226 | 2 053 | 2 016 | 1 847 | 1 492 | 1 574 | 1 442 | 1 373 | 1 296 | 1 216 | 1 287 | 1 232 |
| Počet domů     | 308   | 339   | 348   | 362   | 360   | 365   | 370   | 395   | 370   | 366   | 356   | 468   | 481   | 485   | 542   |

## Městská správa

### Místní části
- Důl
- Holušice
- Mužetice
- Němčice
- Sedlice

### Městské symboly
Znak města je historický, vlajka byla městu udělena rozhodnutím předsedy Poslanecké sněmovny Parlamentu České republiky dne 7. října 2003.

## Doprava
Sedlice leží na železniční trati Březnice–Strakonice se zastávkami Sedlice a Sedlice město.
Městem vede silnice I/20 (evropská silnice E49) z Karlových Varů do Českých Budějovic, na kterou u Sedlice navazuje silnice II/173, která vede do Strakonic. 

## Služby
Sedlice má jednu základní a mateřskou školu, kino, sokolovnu, knihovnu, dům s pečovatelskou službou, pobočku České pošty, kadeřnictví a zdravotní středisko s lékárnou. Působí zde i podniky Sedlické strojírny, Blatenská ryba, Agro Sedlice a parketárna.

## Pamětihodnosti
- Farní kostel svatého Jakuba Většího z roku 1752 postavený Antonínem Jermářem na místě staršího gotického kostela ze 14. století
- Socha svatého Jana Nepomuckého na okraji parku na Náměstí T. G. Masaryka
- Bývalý šternberský dům s mázhausem a původní sgrafitovou výzdobou
- Dům u lvice v Kostelní ulici s cenným patrovým štítem
- Venkovská chalupa čp. 159 v Nádražní ulici s cenným štítem
- Sedlický zámek vznikl přestavbou původní gotické a pozdější renesanční tvrze. Mezi jeho majitele patřily zejména rody Šternberků a Lobkoviců.[10]
- Do severozápadní části katastrálního území města zasahuje pravěké žárové pohřebiště u Škvořetic.[11]
- Kabelíkův mlýn
- Dům čp. 17